# Haliotis dissona
Haliotis dissona é uma espécie de molusco gastrópode marinho pertencente à família Haliotidae. Foi classificada por Iredale, com o nome de Sanhaliotis dissona, em 1929. É nativa do sudoeste oceano Pacífico, em águas rasas do nordeste da Austrália e ilhas próximas.

## Descrição da concha
Haliotis dissona apresenta concha moderadamente funda e bem esculpida, com lábio externo encurvado e com visíveis sulcos espirais em sua superfície, atravessados por estrias de crescimento que a tornam regularmente ondulada. Chegam até pouco mais de 3 centímetros e são de coloração variaável, indo do vermelho e creme com manchas em marrom  a amarronzada, com manchas mais claras. Os furos abertos na concha, de 3 a 4, são redondos e pouco elevados. Região interna madreperolada, iridescente e sem cicatriz muscular, apresentando o relevo estriado de sua face externa visível.

## Distribuição geográfica
Haliotis elegans ocorre em águas rasas, da zona nerítica em recifes de coral da região nordeste da Austrália (em Queensland) e ilhas de Nova Caledónia, Fiji e Tonga.